# 박정현의 음반 목록
다음은 미국의 가수 박정현의 음반 목록이다. 박정현은 미국에서 1998년 piece를 시작으로 최근 2019년 The Wonder까지 총 아홉 장의 정규 음반을 발매했다.

## 정규 음반
미국
- 1998년 : 1집 piece
- 1999년 : 2집 A Second Helping
- 2000년 : 3집 naturally
- 2002년 : 4집 Op. 4
- 2005년 : 5집 On & On
- 2007년 : 6집 come to where I am
- 2009년 : 7집 10 ways to say I love you
- 2012년 : 8집 parallax
- 2019년 : 9집 The Wonder

일본
- 2004년 11월 25일 : 1집《Another Piece》
- 2005년 5월 18일 : 2집《Beyond The Line》
- 2006년 6월 21일 : 3집《Cosmorama》

대만
- 2000년 8월 3일 : 1집《菁華剪影(청화전영)》
- 2000년 8월 28일 : 2집《另一個自我(령일개자아)》
- 2000년 11월 28일 : 3집《回歸自然(회귀자연)》
- 2002년 8월 15일 : 4집《Op.4》
- 2005년 4월 13일 : 5집《On & On》
- 2008년 6월 6일 : 6집《回歸自我(회귀자아)》

## 스페셜 음반
- 2010년 11월 18일 :《Special Best - Cover Me Vol. 1》
- 2012년 12월 11일 :《Gift》

## 라이브 음반
미국
- 2003년 7월 8일 :《Op. 4 Concert Project 4th Movement: The Album》 (라이브 음반)

대만
- 2003년 8월 29일 :《朴正炫 第四樂章 Live 精選輯(박정현 제4 악장 Live 정선집)》

## 기타 음반
- 1993년 9월 :《Crying Inside Dying Inside》(제1 회 미주 복음성가 경연 대회)
- 2001년 5월 6일 :《Lena Park Forever》

## 싱글
미국
- 2006년 4월 24일 : 〈위태로운 이야기〉
- 2006년 5월 10일 : 〈위태로운 이야기〉 (Caramel 01)
- 2008년 10월 21일 : No Break
- 2008년 12월 8일 : Winter Kiss Newways Always (GM대우 기업 프로젝트)

일본
- 2004년 11월 25일 : Fall In Love
- 2005년 5월 18일 : Sanctuary
- 2006년 2월 22일 : 〈すべてのものにあなたを思う〉
- 2006년 3월 24일 : Music
- 2006년 5월 21일 : Gold
- 2006년 10월 4일 : 〈愛のジェラシ?〉 (일본 SK-2 CF)
- 2007년 6월 20일 : 〈祈り～You Raise Me Up～〉

## 참여

### 대한민국

#### 다른 가수들의 음반
- 1997년 3월 : 김민우 4집《後愛(후애)》- 03. December(32), Feat. 박정현
- 1998년 8월 : 임재범 3집《Return To The Rock》- 02. 고해, Chorus 박정현
- 1998년 9월 : 고영욱 2집《Player Part II》- 08. 느낄 수 있는 사랑, Feat. 박정현, 09. 날 좀 내버려 둬, Feat. 박정현
- 1999년 1월 : 윤종신 7집《後半(후반)》- 02. 우둔남녀, Duet 박정현
- 1999년 4월 16일 : 유승준 3집《Now Or Never》- 04. 부탁해, Feat. 박정현
- 1999년 6월 1일 : 김종서 7집《The Seven Kimjongseo》- 03. 하나, Chorus 박정현
- 1999년 8월 17일 : 김조한 2집《Johan 2 Solo Album》- 01. Thank You My Friend, Feat. 박정현
- 1999년 10월 5일 : 김장훈 5집《1999 바보》- 03. 내일이 찾아오면, Feat. 박정현
- 2002년 12월 13일 : 전영록 《전설 - 전영록 30주년 헌정앨범》- 2.03. 나를 잊지 말아요
- 2003년 5월 2일 : 나원주 1집《나원주》- 13. Baby It's you, Duet 박정현
- 2003년 5월 12일 : 김진표 4집 《JP4》- 06. 시간이 필요해, Feat. 박정현
- 2006년 8월 30일 : 015B 7집《Lucky 7》- 07. 너 말이야, Feat. 박정현, Dynamic Duo
- 2008년 4월 17일 : MC몽 4집《Show's Just Begun!!》- 05. 죽도록 사랑해, Feat. 박정현
- 2008년 5월 28일 : 김진표 5집 《Galanty Show》- 05. 두근두근, Feat. 박정현
- 2010년 7월 16일 : 주석 5집 《All Or Nuthin》- 08. 놀이동산, Feat. 박정현
- 2011년 9월 15일 : 성시경 7집《처음》- 05. 우리 참 좋았는데, Duet 박정현
- 2011년 11월 15일 : 김동률 6집《KimdongrYULE》- 08. 우리가 세상을 살아가는 법, Feat. Friends (Various Artist)
- 2012년 5월 2일 : 윤종신 14집《行步(행보) 2012 : 월간 윤종신 5월호》- 01. 도착, With 윤종신
- 2012년 7월 15일 : 싸이 6집《싸이6甲 Part 1》- 05. 어땠을까, Feat. 박정현

#### 방송, 영화 참여
광고 음악 (CM)
- 2006년 3월 29일 : 현대 투싼 CF 배경음악《Against All Odds》- 01. Against All Odds, With 휘성, 원곡 : Phil Collins
- 2011년 11월 18일 : LG 전자 트롬 스타일러《스타일러 송》[주해 1]

사운드트랙 (OST.)
- 1998년 7월 : 월트 디즈니 픽처스 영화 《뮬란 OST.》- 1.13. 내 안의 나를, 2.01. 영원까지 기억되도록, 2.02. Eternal Memory
- 1998년 12월 : 김형석 《Together Forever》- 01. 같은 맘으로(엽기적인 그녀 OST.), Various Artist
- 2005년 4월 8일 : 영화 《주먹이 운다 OST.》- 01. Pokarekare Ana
- 2006년 2월 9일 : 초이락 게임즈 게임 《용천기 OST.》- 01. 후애(後愛)
- 2009년 4월 30일 : KBS2 드라마 《그저 바라보다가 OST.》- 01. 그 바보
- 2011년 7월 11일 : KBS2 드라마 《스파이 명월 OST. Part.2》- 01. 세상 그 누구보다
- 2013년 5월 6일 : MBC Everyone 《우리 결혼했어요 세계판 OST. Part.2》- 01. My Everything
- 2013년 11월 28일 : SBS 드라마 《상속자들 OST. Part.8》- 01. 마음으로만
- 2014년 7월 15일 : SBS 드라마 《유혹 OST. Part.1》- 01. 그대 그리고 나
- 2015년 5월 20일 : MBC 드라마 《화정 OST. Part.1》- 01. 가슴에 사는 사람

방송 음반
- 이소라의 프로포즈
  - 1999년 6월 25일 : KBS2 《이소라의 프로포즈 Live Album 2》- 04. 나의 하루 (Live)
- 음악여행 라라라
  - 2009년 5월 15일 : MBC 《음악여행 라라라 Live Vol.2》- 01. 아무리 생각해도 난 너를, With 스윗 소로우
  - 2009년 8월 28일 : MBC 《음악여행 라라라 Live Vol.6》- 01. Puff The Magic Dragon, 원곡 : Peter, Paul & Mary
- 나는 가수다 시즌1
  - 2011년 3월 20일 : MBC 《서바이벌 나는 가수다 경연 1 : 80년대 명곡 부르기》- 03. 비오는 날의 수채화, 원곡 : 들국화
  - 2011년 3월 27일 : MBC 《서바이벌 나는 가수다 경연 2 : 서로의 노래 바꿔 부르기》- 06. 첫인상, 원곡 : 김건모
  - 2011년 5월 8일 : MBC 《서바이벌 나는 가수다 경연 3-1 : 내가 부르고 싶은 남의 노래》- 07. 이젠 그랬으면 좋겠네, 원곡 : 조용필
  - 2011년 5월 22일 : MBC 《서바이벌 나는 가수다 경연 3-2 : 네티즌 추천곡》- 06. 소나기, 원곡 : 부활
  - 2011년 5월 29일 : MBC 《서바이벌 나는 가수다 경연 4-1 : 내가 좋아하는 뮤지션의 곡 부르기》- 03. 그대 내 품에, 원곡 : 유재하
  - 2011년 6월 12일 : MBC 《서바이벌 나는 가수다 경연 4-2 : 청중평가단 추천곡》- 02. 내 낡은 서랍 속의 바다, 원곡 : 패닉
  - 2011년 6월 19일 : MBC 《서바이벌 나는 가수다 경연 5-1 : 내가 부르고 싶은 노래》- 04. 바보, 원곡 : 박효신
  - 2011년 7월 3일 : MBC 《서바이벌 나는 가수다 경연 5-2 : 청중 평가단 추천곡》- 01. 겨울비, 원곡 : 시나위
  - 2011년 7월 10일 : MBC 《서바이벌 나는 가수다 경연 6-1 : 이 무대에서 도전하고 싶은 노래》- 03. 이브의 경고, 원곡 : 박미경
  - 2011년 7월 24일 : MBC 《서바이벌 나는 가수다 경연 6-2 : 청중 평가단 추천곡》- 07. 나 가거든, 원곡 : 조수미
  - 2011년 7월 31일 : MBC 《서바이벌 나는 가수다 경연 7-1 : 내가 부르고 싶은 노래》- 02. 우연히, 원곡 : 이정선
  - 2011년 8월 14일 : MBC 《서바이벌 나는 가수다 경연 7-2 : 청중평가단 추천곡》- 07. 그것만이 내 세상, 원곡 : 들국화
  - 2011년 8월 21일 : MBC 《서바이벌 나는 가수다 명예졸업 스페셜》- 01. 사랑보다 깊은 상처, Duet 김범수
  - 2011년 10월 30일 : MBC 《서바이벌 나는 가수다 호주 특별 공연》- 03. 널 붙잡을 노래, 원곡 : 비
- 나는 가수다 명곡 Best 10
  - 2013년 9월 18일 : MBC 《서바이벌 나는 가수다 명곡 Best 10》- 01. 이젠 그랬으면 좋겠네, 원곡 : 조용필[주해 2]

#### 이외
- 1998년 4월 24일 :《영어로 부르는 우리 가요(Kayo)》- 01. Sad Love(애모), 06. You So Far Away(님은 먼곳에), 11. Between The Leaves(나뭇잎 사이로)
- 2002년 4월 23일 : FIFA 한ㆍ일 월드컵 공식 한국 음반 《Let's Get Together Now》- 01. Let's Get Together Now, Various Artist, 06. Glorious
- 2002년 12월 4일 : 캐럴 음반 《The Winter》- 01. The First Noel
- 2007년 5월 17일 : MBC 《창작동요제 25주년 기념 음반》- 07. 노을
- 2008년 2월 28일 : 서해안 살리기 프로젝트《Taean Project Group》- 01. 기적, Various Artist
- 2008년 3월 19일 : 에이즈 예방 캠페인 《Move Your Lips》- 01. Are you ready, With Dynamic Duo
- 2011년 5월 19일 :《2018 평창 동계올림픽 유치 기원곡》- 01. 꿈의 겨울, Duet 김연아
- 2011년 8월 2일 :《나는 작사가다 Season 01》- 01. 잘자요 그대
- 2011년 8월 8일 :《Hwang Project Vol.2》- 01. 사람, 사랑, Duet 김범수
- 2011년 8월 24일 :《DIVA Project》- 01. Mermaid (인어공주)
- 2011년 12월 30일 :《2012 서울 핵안보정상회의》- 01. Peace Song (그곳으로)
- 2012년 3월 15일 : MBC 《선택 2012 국회의원 선거 캠페인 송》- 01. 나를 위한 약속, Various Artist
- 2012년 8월 3일 : MBC 《2012 런던 올림픽 MBC 공식 응원가 Part.2》- 01. 지금 이 순간, With 김조한
- 2012년 11월 30일 : 2012 그해 겨울 콘서트《하얀 겨울》리메이크 - 01. 하얀 겨울, Duet 김범수, 원곡 : Mr. 2
- 2013년 4월 15일 : 황성제《황성제 Project 슈퍼히어로 1st Line Up》- 01. 아틀란티스 소녀, 원곡 : 보아
- 2013년 11월 19일 : 2013-2014 그해 겨울 콘서트《회상》리메이크 - 01. 회상, Duet YB, 원곡 : 터보

### 일본
- 2002년 : FIFA 한ㆍ일 월드컵 공식 일본 음반 - 《Let's Get Together Now》
- 2003년 12월 10일 :《Voice Of Love Posse》- 01. VOICE OF LOVE ～上を向いて歩こう, Various Artist
- 2005년 2월 23일 : CHEMISTRY 싱글 〈キミがいる(Kimi ga Iru)〉- 02. Dance With Me(KOREA/JAPAN Ver.), Feat. 박정현
- 2005년 3월 24일 : JHETT《JHETT aka YAKKO for AQUARIUS》- 11. Everything Inside Of Me, Feat. 박정현

## DVD
- 2003년 7월 8일 :《Op. 4 Concert Project 4th Movement: The Album》Shot Edit Version
- 2003년 7월 31일 :《Op. 4 Concert Project 4th Movement: The Album》

## MQS 음원
다음은 2009년~2013년 사이에 발매한 음원이다.
- 2009년 : 7집 10 Ways To Say I Love You
- 2010년 : 스페셜 음반《Special Best - Cover Me Vol. 1》
- 2011년 : MBC 나는 가수다 경연곡
- 2011년 :《나는 작사가다 Season 01》- 01. 잘자요 그대
- 2011년 :《Hwang Project Vol.2》- 01. 사람, 사랑, Duet 김범수
- 2012년 : 8집 Parallax
- 2012년 : 2012 그해 겨울 콘서트《하얀 겨울》리메이크 - 01. 하얀 겨울, Duet 김범수, 원곡 : Mr. 2
- 2013년 : SBS 드라마 《상속자들 OST. Part.8》- 01. 마음으로만

## 주해
1. ↑  스타일러 송의 음원은 공개하지 않았으나 2011년 11월 18일 태그스토리 보관됨 2014-01-03 - 웨이백 머신을 통해 뮤직 비디오를 최초로 공개하였다. 정식으로 언론에 뮤직 비디오 소식을 알렸던 날은 11월 21일이었다.
2. ↑  2011년 5월 8일 발매된 나는가수다 시즌1의 음원과 똑같다.